# Sarascelis lamtoensis
Sarascelis lamtoensis is een spinnensoort uit de familie Palpimanidae. De soort komt voor in Ivoorkust en Ghana.